# Norellia altaica
Norellia altaica är en tvåvingeart som beskrevs av Ozerov 2008. Norellia altaica ingår i släktet Norellia och familjen kolvflugor. Inga underarter finns listade i Catalogue of Life.